# Aires no Beat
Aires Walter Francisco, mais conhecido por Aires no Beat (Luanda, 7 de março de 1987), é um produtor musical, compositor, letrista e empresário angolano, responsável pela produção e introdução de muitos e grandes artistas na indústria musical angolana.

## Biografia
Compositor desde os 12 anos de idade, Aires cresceu rodeado de instrumentos musicais em casa, que pertenciam ao seu pai, que influenciou-o a ouvir músicas variadas, desde os sembas clássicos da terra, aos sons dos pianos de Richard Clayderman. Mas só quando se mudou para Joanesburgo na Africa do Sul é que começou a dar os primeiros passos na música, foi lá onde aprendeu a tocar instrumentos como teclado e guitarra. A produção veio por influencia de um vizinho sul africano, que na altura ja tinha experiência na arte.

## Carreira
Em 2005 trabalhou com Anselmo Ralph no seu primeiro album intitulado Histórias De Amor , teve o single promocional as músicas "Super Homem" e a música "Não Vai Dar" produzidas por Aires no Beat, que foi vencedora do prémio "Balada do Ano" no Top Radio Luanda.
Aires no Beat e Anselmo Ralph colaboraram em mais 2 álbuns, em finais de 2006 "As Ultimas Historias de Amor", e em 2009 "O cupido" que foi um record de vendas, vendendo 21mil copias em algumas horas, atingindo em pouco tempo estatuto de Disco de Platina (30mil copias) nos standards da indústria musical angolana.
Em 2013 Aires lançou um novo artista para o mercado angolano, de nome artístico Mylson, juntos lançaram várias músicas, numa entrevista para o programa Bem-vindos do canal português RTP Africa, Aires e Mylson falaram sobre a internacionalização da música angolana. Em 2015 foi lançado o Album "Primeiro Passo" com produção musical de Aires no Beat e Symon Sollo seu amigo e colega na produtora. O album Primeiro Passo foi também editado em Portugal em 2016, e teve o seu grande show em Luanda/Angola em julho de 2017, o concerto que teve Aires no beat como um dos produtores do evento, e também como director musical, foi um sucesso e marcou um ponto importante na sua carreira.
Ao longo dos anos Aires produziu e compôs para vários artistas, como Zona 5, Edmázia, Yola Araújo, Pérola, Titica, Killa Hill, Nsoki, entre outros.
Aires no Beat foi uma das grandes influências da nova geração de produtores musicais que surgiram na última década (2008-2018), tendo muitos deles nomes semelhantes com o sufixo "beat" no final do nome.

## Prémios e Nomeações
| Ano  | Prémios |
| ---- | --- |
| 2006 | Top Radio Luanda Vencedor Balada Do Ano -- Não Vai Dar com Anselmo Ralph                                                                               |
| 2006 | Channel O Music Video Awards Nomeação Best R&B -- Super-Homem com Anselmo Ralph                                                                        |
| 2007 | Consulado De Angola na Africa do Sul reconhece Aires como Produtor Revelação Do Ano                                                                    |
| 2008 | Top Radio Luanda Nomeado Melhor Hip-Hop -- Mobilia Do Club com Zona 5                                                                                  |
| 2010 | Channel O Music Video Awards] Nomeação Best R&B -- Domesticado com Anselmo Ralph                                                                       |
| 2010 | Moda Luanda Nomeado Album Do Ano—Em Nome Do Amor com Yola Araújo (Contém as faixas "Leva-me pra dançar", "Te Amo" e "Meu Segredo" produzidas por Aires |
| 2011 | Top Radio Luanda Nomeação Balada Do Ano -- Te Amo (com Yola Araújo)                                                                                    |
| 2014 | Top Radio Luanda Nomeação Balada do Ano -- Saudade (com Mylson)                                                                                        |
| 2014 | Angola Music Awards Nomeação Melhor Kizomba -- Deixa Eu Te Amar (com Mylson)                                                                           |
| 2016 | Angola Music Awards Nomeação Melhor Kizomba -- Teu Feitiço (com Mylson))                                                                               |
| 2016 | Angola Music Awards Vencedor Melhor Jazz -- Vai-te Embora (com Nsoki)                                                                                  |